# 単一統合作戦計画

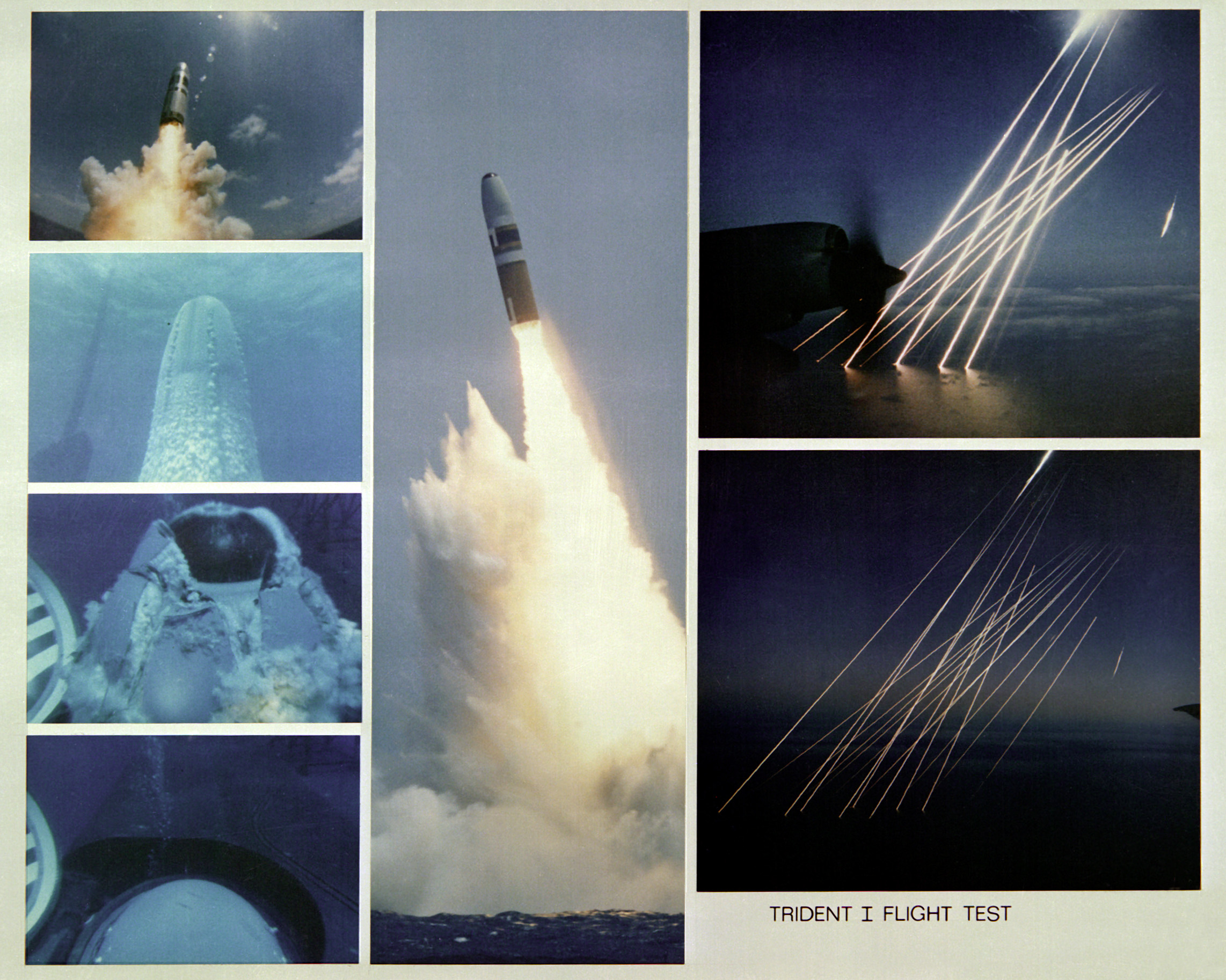
オハイオ級原子力潜水艦から発射されたUGM-96 トライデント Iとその再突入体

単一統合作戦計画（たんいつとうごうさくせんけいかく、英: Single Integrated Operational Plan, SIOP）はアメリカ軍における核戦争計画の名称。現在までに実施されたことは無い。その内容については機密の部分も多い。

## 概要
単一統合作戦計画の作成過程においては、アメリカ合衆国大統領、国防長官、統合参謀本部議長が協議を行い目標を選定する。全面攻撃から限定攻撃まで、作戦の規模により目標数は変化するが、15万ヶ所が目標となっていると考えられている。具体的な攻撃手段についてはアメリカ戦略軍が検討を行う。
1950年代においては約5,500ヶ所が空軍戦略航空軍団の爆撃目標となっていた。大陸間弾道ミサイルと潜水艦発射弾道ミサイルの発展およびドワイト・D・アイゼンハワー政権の大量報復戦略により、核戦争時におけるアメリカ空軍とアメリカ海軍の作戦を統合する必要が生じた。このため、1960年に最初の単一統合作戦計画が作られることとなった。
国家戦略目標リスト(NSTL)が作成され、ランド研究所がリストの修正を行っている。SIOP-62では3,200ヶ所の目標がリストアップされていた。1963年にはケネディ政権下の柔軟報復戦略により、先制攻撃外の作戦も重視され、報復戦力の強化が行われた。SIOP-63では、敵核戦力・軍需産業・敵侵攻能力に分類し攻撃オプションを検討した。これ以降も、何度も改定が行われ、先制攻撃・報復攻撃のオプション、攻撃目標の検討が加え続けられている。
文官指導部には開示されず、かなり曖昧な手続きで攻撃目標の追加がなされていたと言われる。その状況はディック・チェイニー国防長官によってかなり改善されたとされる。
2000年代になってから情報公開が進み、一部公開されている。